# Ramón Ortiz

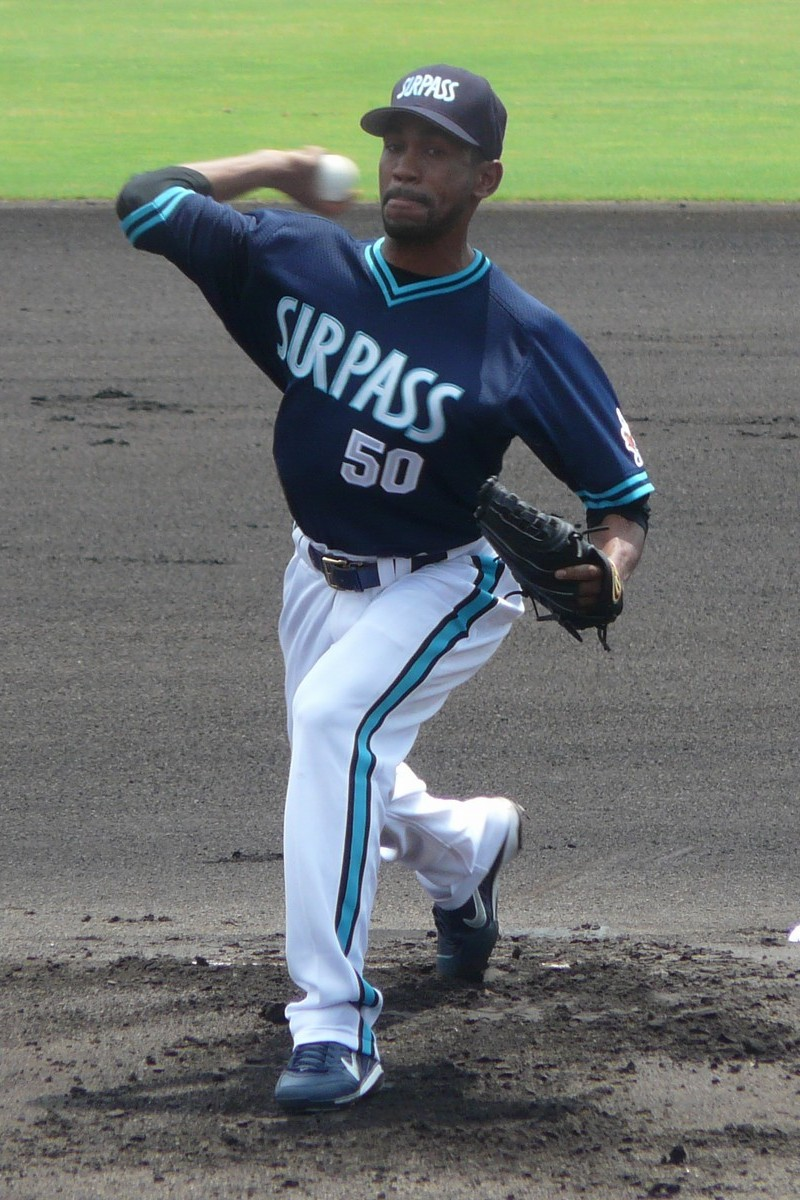

Ramón Diogenes Ortiz é um jogador profissional de beisebol dominicano.

## Carreira
Ramón Ortiz foi campeão da World Series 2002 jogando pelo Anaheim Angels. Na série de partidas decisiva, sua equipe venceu o San Francisco Giants por 4 jogos a 3.